# Eddie McCreadie
Edward Graham McCreadie (Glasgow, 15 aprile 1940) è un ex calciatore e allenatore di calcio scozzese, che ha giocato come terzino.

## Carriera

### Giocatore
La prima squadra che tesserò McCreadie fu l'East Stirling, dove egli rimase per tre anni. Dopo quell'esperienza, venne ceduto per 5.000£ al Chelsea di Tommy Docherty. In poco tempo, divenne un perno della difesa dei Blues, e grazie anche al suo apporto la squadra riuscì a risalire in First Division.
In tutta la sua carriera nel Chelsea segnò 5 gol, uno dei quali nella finale di Carling Cup del 1965 contro il Leicester City: grazie alla sua rete nel 3-2 di Stamford Bridge, dopo lo 0-0 in casa degli avversari poté festeggiare così la prima coppa di lega nella storia della formazione londinese.
Dopo un digiuno durato 5 anni, McCreadie tornò finalmente a vincere un trofeo: stavolta toccò alla FA Cup del 1970, che inoltre permise al team di conquistare la Coppa delle Coppe della stagione successiva, purtroppo senza di lui poiché vittima di un infortunio.
Durante la sua permanenza a Londra, venne convocato anche in nazionale, con la quale disputò complessivamente 23 incontri.
Nel 1973, con ben 410 presenze con la maglia dei Blues, decise di ritirarsi dal professionismo, unendosi allo staff dell'amato club.

### Allenatore
Durante la grave crisi finanziaria che colpì il Chelsea nel 1975, fu chiamato ad allenare la prima squadra, anche se non riuscì ad impedire la sua retrocessione in Second Division. Dopo ciò, cambiò nettamente le strategie e le gerarchie della formazione, levando ad esempio la fascia da capitano dal braccio di Ron Harris ed assegnandola al diciottenne Ray Wilkins. Senza poter investire denaro sul mercato, fu costretto ad affidarsi interamente al proprio settore giovanile, costruendo una squadra composta prevalentemente da Under-21. Alla fine, nel 1977 i Blues tornarono in First Division.
McCreadie accettò poi di allenare gli americani del Memphis Rogues (con i quali giocò inoltre una partita nel 1979) e del Cleveland Force, prima di ritirarsi definitivamente dal calcio nel 1985.

## Palmarès

### Club

#### Competizioni nazionali
- Coppa di Lega inglese: 1

Chelsea: 1964–1965
- Coppa d'Inghilterra: 1

Chelsea: 1969–1970

#### Competizioni internazionali
- Coppa delle Coppe: 1

Chelsea 1970-1971